# 加瑪河
加瑪河（Jamma River）是青尼羅河的右支流，流域包括阿姆哈拉州和奧羅米亞州，面積15,782平方公里.。上加瑪河流經陡峭的峽谷、白堊紀時期形成的砂岩和頁岩。
加瑪河在十四世紀被首次提及，傳教士佩德羅·波埃茲（Pedro Páez）是首個歐洲人到訪和描述青尼羅河的發源。

## 外部連結
- Ethiopia Disaster Prevention and Preparedness Agency: Administrative atlas: Oromiya region
- Ethiopia Disaster Prevention and Preparedness Agency: Flood Vulnerable Areas as of August 24, 2006